# Vincent Luis
Vincent Luis (n. 27 iunie 1989, Vesoul, Franche-Comté⁠(d), Franța) este un triatlonist ce a reprezentat Franța, medaliat olimpic. A participat la 3 ediții ale Jocurilor Olimpice (2012, 2016, 2020) în care a câștigat o medalie de bronz.